# アゼルバイジャン航空
アゼルバイジャン航空（アゼルバイジャンこうくう、Azerbaijan Airlines）はアゼルバイジャンのバクーを拠点とする航空会社であり、同国のフラッグキャリアである。現在はバクーのヘイダル・アリエフ国際空港を拠点にCIS諸国、ヨーロッパ、中東各国、そして中国への路線を運航している。また同社は株式の全てをアゼルバイジャン政府が保有する完全な国営企業である。

## 歴史
- 1992年4月7日に設立。当初はアエロフロートから引き継いだ旧ソ連機を中心に運航していた。
- 2014年9月24日から、ニューヨーク/JFK線に新規就航した[1]。

- 2014年12月23日にCIS諸国では初めてボーイング787を受領した[2]。
- 2016年3月28日、独自ブランドの格安航空会社「アズールジェット(AZALJET)」を運航開始。
- 2016年12月14日、同社取締役会で100％子会社の格安航空会社、ブタ・エアウェイズ（英語版）の設立を発表した[3]。
- 2017年6月20日に4機、2017年11月12日には5機のボーイング787-8を追加発注した。
- 2018年に発生した2件の墜落事故を受け、2019年6月3日、ボーイング737MAXの10機の発注を全てキャンセルした。（詳細は「ボーイング737 MAXにおける飛行トラブル」を参照）。
- 2024年12月25日、アゼルバイジャン航空8243便が、カザフスタン・アクタウ近郊で墜落する事故が発生した[4]。

## 就航地
全路線、ヘイダル・アリエフ国際空港発着の国際線である。現在は国内線を運航していない。
|                | 国               | 就航都市                                                                                             |
| -------------- | ---------------- | --- |
| 旧 ソ 連       | アゼルバイジャン | バクー                                                                                               |
| 旧 ソ 連       | ロシア           | モスクワ/ドモジェドヴォ、モスクワ/ヴヌーコヴォ、サンクトペテルブルク、エカテリンブルク               |
| 旧 ソ 連       | カザフスタン     | アルマトイ、ヌルスルタン、アクタウ、シムケント                                                       |
| 旧 ソ 連       | ウズベキスタン   | タシュケント、サマルカンド                                                                           |
| 旧 ソ 連       | ジョージア       | トビリシ、バトゥミ                                                                                   |
| 旧 ソ 連       | モルドバ         | キシナウ                                                                                             |
| 旧 ソ 連       | ベラルーシ       | ミンスク                                                                                             |
| 旧 ソ 連       | タジキスタン     | ドゥシャンベ                                                                                         |
| 旧 ソ 連       | キルギス         | ビシュケク                                                                                           |
| ア ジ ア       | 中国             | 北京/首都                                                                                            |
| ア ジ ア       | モルディブ       | マレ                                                                                                 |
| ア ジ ア       | インド           | デリー、ムンバイ、アフマダーバード                                                                   |
| ア ジ ア       | パキスタン       | ラホール、イスラマバード                                                                             |
| ヨ ー ロ ッ パ | イギリス         | ロンドン/ヒースロー、ロンドン/ガトウィック                                                           |
| ヨ ー ロ ッ パ | トルコ           | メルスィン、アンカラ、イズミール、ボドルム、トラブゾン、アンタルヤ、サビハ、ダラマン、イスタンブール |
| ヨ ー ロ ッ パ | フランス         | パリ/シャルル・ド・ゴール                                                                            |
| ヨ ー ロ ッ パ | イタリア         | ミラノ                                                                                               |
| ヨ ー ロ ッ パ | スペイン         | バルセロナ                                                                                           |
| ヨ ー ロ ッ パ | モンテネグロ     | ティヴァト                                                                                           |
| ヨ ー ロ ッ パ | オーストリア     | ウィーン                                                                                             |
| ヨ ー ロ ッ パ | ギリシャ         | イラクリオン                                                                                         |
| ヨ ー ロ ッ パ | チェコ           | プラハ                                                                                               |
| ヨ ー ロ ッ パ | ドイツ           | ブランデンブルク                                                                                     |
| 中 東          | サウジアラビア   | ダンマン、ジェッダ、リヤド、マディーナ                                                               |
| 中 東          | イスラエル       | テルアビブ                                                                                           |
| 中 東          | アラブ首長国連邦 | ドバイ                                                                                               |
| 中 東          | クウェート       | クウェート                                                                                           |
| 中 東          | ヨルダン         | アンマン                                                                                             |
| 中 東          | イラン           | テヘラン、タブリーズ                                                                                 |
| 中 東          | バーレーン       | バーレーン                                                                                           |
| ア フ リカ     | エジプト         | シャルム・エル・シェイク                                                                             |

## 保有機材

### 運航機材
| 機種                | 運用数 | 発注数 | 座席数 | 座席数 | 座席数 | 座席数 | 備考                        |
| 機種                | 運用数 | 発注数 | C      | Y+     | Y      | 計     | 備考                        |
| ------------------- | ------ | ------ | ------ | ------ | ------ | ------ | --------------------------- |
| エアバスA319-100    | 4      | ー     | 24     | ー     | 90     | 114    |                             |
| エアバスA320-200    | 10     | ー     | 20     | ー     | 126    | 146    |                             |
| エアバスA320neo     | 3      | 12     | ー     | ー     | 186    | 186    |                             |
| エアバスA321neo     | ー     | 12     | 未定   | 未定   | 未定   | 未定   |                             |
| ボーイング767-300ER | 2      | ー     | 22     | ー     | 176    | 198    |                             |
| ボーイング787-8     | 2      | 12     | 18     | 35     | 157    | 210    |                             |
| エンブラエル190     | 7      | ー     | ー     | ー     | 106    | 106    | 1機は8243便として墜落した。 |
| VIP機               |        |        |        |        |        |        |                             |
| エアバスACJ319      | 1      | —      | VIP機  | VIP機  | VIP機  | VIP機  |                             |
| エアバスACJ320      | 1      | —      | VIP機  | VIP機  | VIP機  | VIP機  |                             |
| エアバスA340-600    | 1      | —      | VIP機  | VIP機  | VIP機  | VIP機  |                             |
| ボーイング767-300   | 1      | —      | VIP機  | VIP機  | VIP機  | VIP機  |                             |
| ボーイング777-200LR | 1      |        | VIP機  | VIP機  | VIP機  | VIP機  |                             |
| 合計                | 37     | 24     |        |        |        |        |                             |

同社が発注したボーイング社製航空機の顧客番号（カスタマーコード）は2Lで、767-32Lなどと表記される。

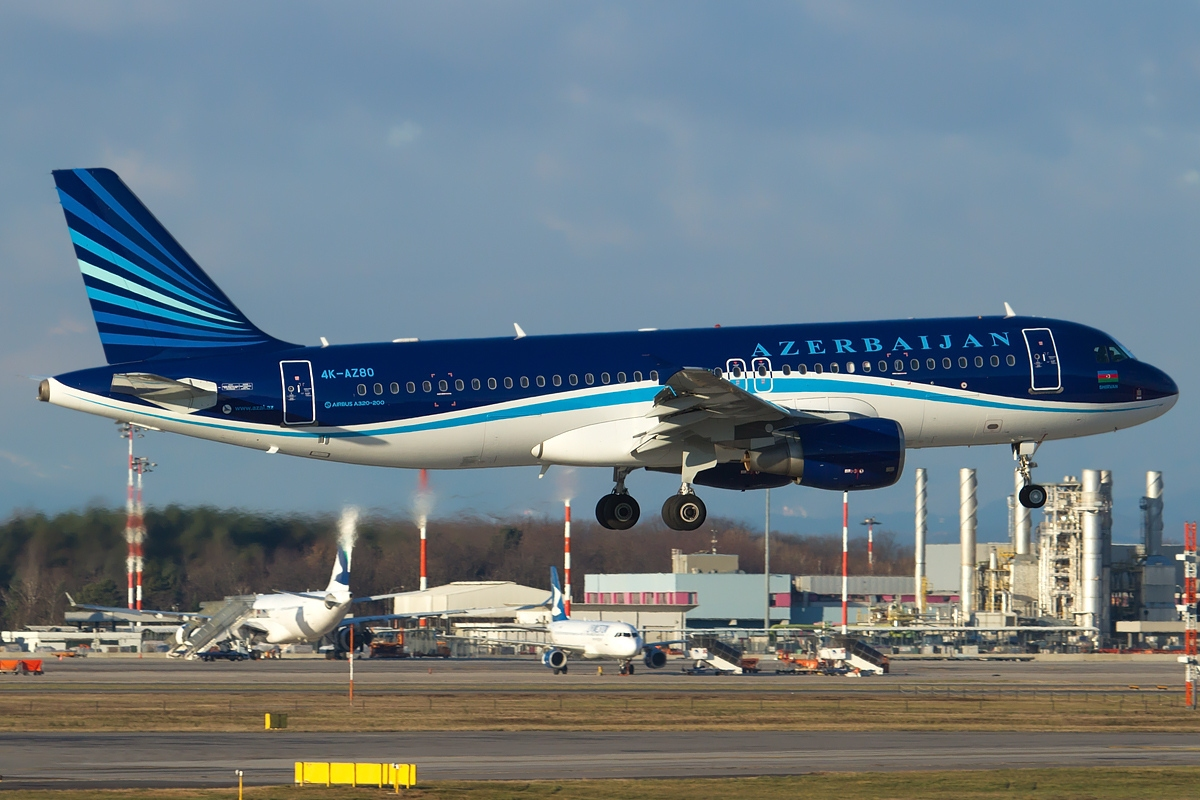
エアバスA320-200
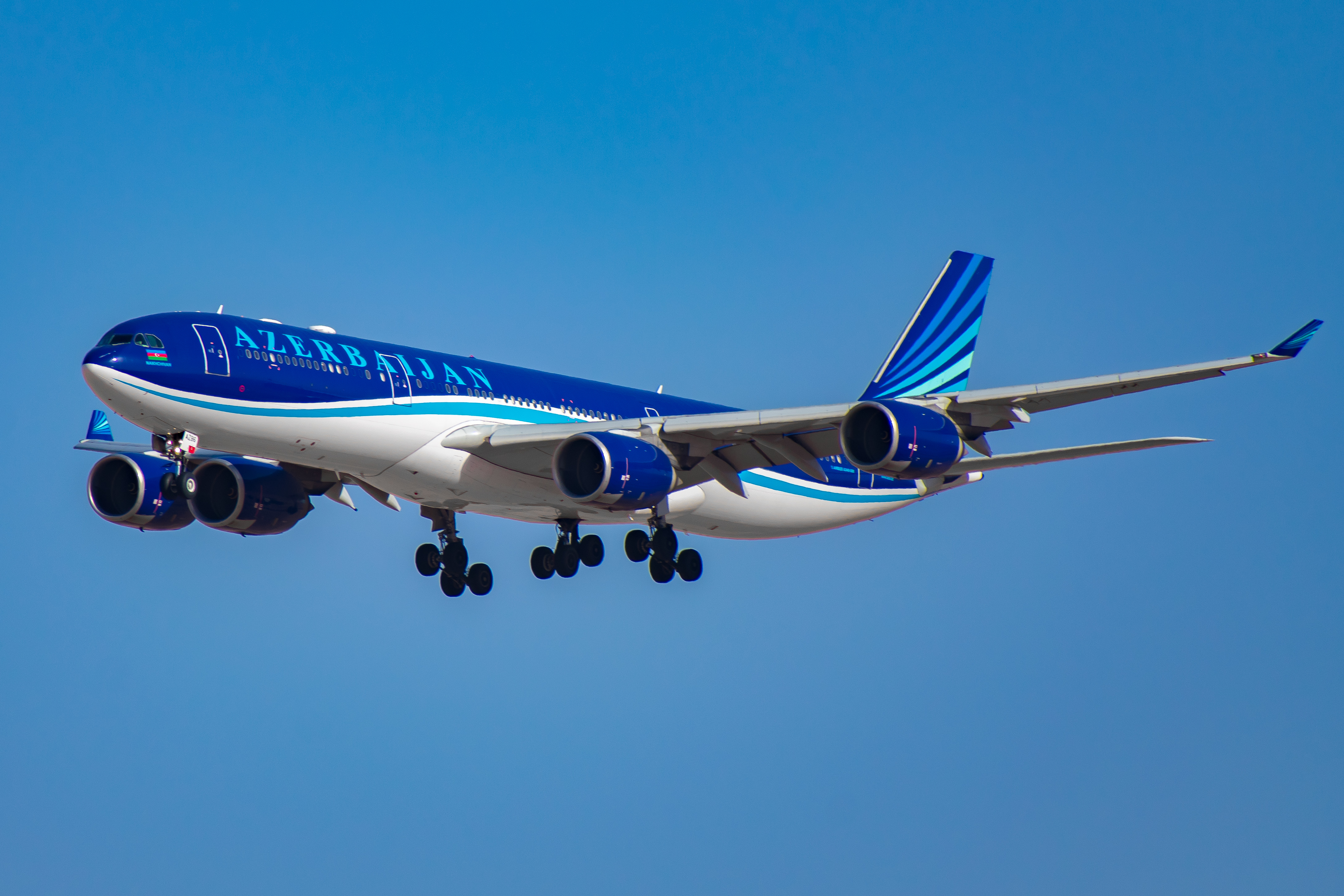
エアバスA340-500
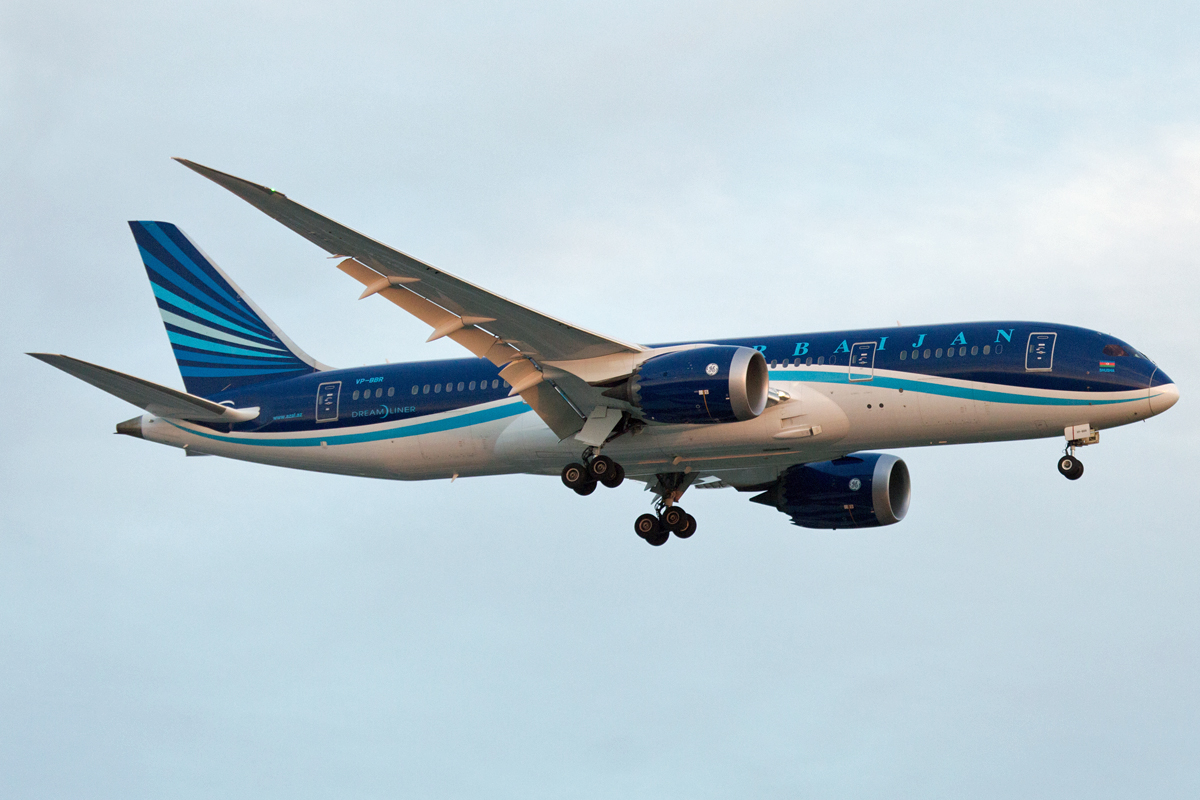
ボーイング787‐8

### 退役済機材一覧
- ボーイング707-300
- ボーイング727-200
- ボーイング757-200(-2024年)
- イリューシンIl-76
- ツポレフTu-134
- ツポレフTu-154M
- エンブラエル170

## 共同運航（コードシェア）提携先
- エールフランス（スカイチーム）
- エア・バルティック
- アリタリア航空（スカイチーム）
- オーストリア航空（スターアライアンス）
- チェコ航空（スカイチーム）
- イラン航空
- ルフトハンザドイツ航空（スターアライアンス）
- カタール航空（ワンワールド）
- ターキッシュ エアラインズ（スターアライアンス）
- ウクライナ国際航空
- ウラル航空

## 事故
- アゼルバイジャン航空56便墜落事故（英語版）
- アゼルバイジャン航空217便墜落事故（英語版）
- アゼルバイジャン航空8243便墜落事故